# アタッカーズ
アタッカーズ（ATTACKERS）は、1990年代から活動する日本のアダルトビデオメーカー。CA →WILL傘下メーカーの一つ。凌辱をテーマとしたドラマ性の高い作品が特徴である。

## 沿革
1996年12月に株式会社アタッカーズとして設立。1997年2月に「死夜悪」レーベルより第一回作品4作品を発売した。設立当初は問屋を通さない直販インディーズメーカーだったが、後にコンテンツ・ソフト協同組合（メディ倫）に加入する。
凌辱系作品をレーベルカラーとする。メインレーベル・「死夜悪」の「鬼畜輪姦」シリーズは、輪姦、中出しという特殊なテーマを扱いながら、三原友香、小室友里などの人気単体女優の起用、高い質感のパッケージングで、1990年代後半のセルビデオ業界において大ヒットを記録し、その後も2006年現在まで発売が継続されるインディーズ系レーベルとしては異例の人気シリーズとなった。ライターの安田理央はインディーズ＝マニアという先入観を覆したメーカーと評論。凌辱という一見マニアックになりやすいジャンルを、人気女優の起用、買いやすいパッケージ、小冊子付録などを提示することで他のインディーズメーカーとは一線を画すブランディングを行った。
1997年12月には拷問・折檻をテーマとするSMレーベル「蛇縛」のリリースを開始。「死夜悪」同様に人気AV女優を積極的に起用し、一時は老舗SMメーカーのシネマジックやアートビデオを凌ぐ勢いを見せた。2000年4月には「蛇縛」より広範なテーマのSM全般を扱う「龍縛」レーベルを始動させた。
一方、1998年12月からは、単体系一般レーベル・アイデアポケット（idea pocket）のリリースを開始。凌辱系レーベルの色彩が強いアタッカーズとの差別化を図るため、別会社的な位置づけにしてレーベル構成を行っており、中でも「ANGEL」「HIGH SCHOOL PINK」が息の長い人気レーベルとなっている。
2000年代初期は当初の勢いにやや翳りが見え、制作スタッフの一部が離脱してアウダースジャパンを設立。2001年にはMOODYZなどを運営する株式会社北都（現WILL）が買収し、傘下に入った。グループ内ではアタッカーズ、アイデアポケットがそれぞれ独立した社内メーカー（レーベル）としての位置づけになっている。なお、アイデアポケットの傘下入り後の動きについては、独立項目を参照されたい。
北都傘下となった後も従来のシリーズ構成に大きな変化はなく、2003年11月に新たな凌辱系レーベル「淫魔（in mad）」、2005年1月にセクシーアイドルを起用するイメージ作品主体のレーベル「ATTACKZONE(アタックゾーン)」を始動させている。また、「監禁拘束女優」（専属女優）として、2004年には上原留華、2005年には月神サラをデビューさせている。ただし常に専属女優が存在するとは限らず、MOODYZなど同じアウトビジョン系列のメーカー専属女優を一時的にレンタル移籍として起用することも多く、アクトビジョン系列の専属契約が切れた女優の移籍先として選ばれるケースも珍しくない。
現在はなぎら健造が監督を務める「夫の目の前で犯されて」が、陵辱ものでありながら情緒的な演出や質の高い絡みで看板シリーズとなり、アタッカーズのみならずアイデアポケットとのコラボレーションも盛んなほか、模倣作も様々なメーカーからリリースされている。アタッカーズ広報担当者は「ストーリーに力を入れるのはもちろん、演技力があり見せ方の上手な女優さんの配役を心掛けています」とコメントしている。

## 主要新作レーベルとリリース期間
アタッカーズ
※太字は現在もリリースの続いているもの。
- 死夜悪（1997年2月 - ）
- INFERNO（1997年4月 - 2001年5月）
- Gropers（1997年9月 - 2001年11月）
- 乱歩（1997年10月 - 1997年12月）
- 蛇縛（1997年12月 - ）
- 龍縛（2000年4月 - ）
- 影 - shadow - （2001年6月 - 2002年1月）
- 淫魔（in mad）（2003年11月 - ）
- 大人のドラマ（2013年11月 - ）
- SUPER SPECIAL（1999年8月 - ）…死夜悪、蛇縛のマルチキャスト向けサブレーベル

アイデアポケット
- ANGEL（1998年12月 - ）
- HIGH SCHOOL PINK（1999年2月 - ）
- WONDER DREAM（2000年10月 - 2001年8月）…販売元：アタッカーズ→アイデアポケット
- TOY BOX（2001年1月 - 2001年6月）
- HAPPY LAND（2001年2月 - 2002年10月）
- TISSUE（2002年4月 - ）
- COLORS（2002年5月 - 2003年5月）
- SUPREME（2004年2月 - ）

ATTACK ZONE
- ATTACK ZONE（2005年1月 - ）

※一般作品レーベル、AVではない。出演者もグラビアアイドルなどAV女優以外の起用が中心。